# Nexus One
A Nexus One a Google első saját fejlesztésű, megjelenésekor az Android 2.1-es verzióját futtató okostelefonja (a bemutató során „superphone-nak” nevezték). Az eszközt a HTC Corporation gyártotta, 2010. január 5-én került kereskedelmi forgalomba, kezdetben az USA-ban, az Egyesült Királyságban, Szingapúrban és Hongkongban.
A telefon képességei közé tartozott a beszéd-szöveg konverzió (voice to text), zajszűrő dupla mikrofon, natív Gmail-alkalmazás, vezetés közbeni hangos instrukciók.
A telefont az USA-ban a T-Mobile szolgáltatónál lehetett hűségnyilatkozattal megvásárolni; 2010. második negyedévében volt  várható a megjelenése a Verizon (USA) és a Vodafone (Európa) szolgáltatóknál. A hálózatfüggetlenített változat bármilyen GSM hálózatban használható, bár a 3G-sebességet nem minden szolgáltató hálózatában érte el.

## Hardver
A Nexus One kijelzője 3,7 hüvelyk (94 mm) átmérőjű AMOLED, 800×480 felbontású kijelző. A képernyő kontrasztaránya 100 000:1, válaszideje 1 ms. Azonban az AMOLED panelek korlátozott készlete miatt a HTC a most forgalmazott modelljeibe S-LCD panelek kerülnek.[39] Világító trackballja van, ami az értesítés típusának megfelelő színben tud világítani (többszínű LED). Két mikrofonja közül az egyik az elején, a másik a hátulján található, beszélgetés során a háttérzaj kiszűrésére szolgál. Standard 3,5 mm-es jack fejhallgató-bemenet is található benne. Billentyűzetet nem tartalmaz.
A telefont 1 GHz-es Snapdragon (Qualcomm 8250) processzor fogja meghajtani, 512 MB DRAM és 512 MB belső Flash ROM tároló lesz benne, 5 megapixeles (video: 720×480 px 20 fps vagy nagyobb), autofókuszos kamerája LED vakuval és autofókusszal, digitális zoommal, geotagginggel van ellátva. A Nexus One-ban van GPS-vevő, fény- és közelség- (proximity) szenzorok, Bluetooth 2.1 + EDR kapcsolódási lehetőség és 802.11b/g/n Wi-Fi-képességek.
Hardveresen képes dekódolni a H.263, H.264 és MPEG-4 (Part 2) formátumú videofájlokat, lejátszik MP3, AAC+, Ogg Vorbis, WAV és MIDI formátumú zenéket, megjeleníti a JPEG, GIF, PNG és BMP képformátumokat. A megszokott egyedi HTC csatlakozó helyett micro USB portja van, microSD bővítőhelye 32 GB-ig képes fogadni a kártyákat. Kezdetben az Android store alkalmazásai csak az 512 MB-os flash memórián kaphatnak majd helyet, a biztonsági és másolásvédelmi aggályok megoldása után várhatóan a cserélhető SD kártyákon is tárolódhatnak.
A készülék 130 grammot nyom (akkumulátor nélkül 100 g), méretei 119×59,8×11,5 mm. Cserélhető, 1400 mAh-s lítiumion-akkumulátorával készenléti üzemmódban 290 óráig bírja, 3G-s hálózaton 7, 2G-sen 10 óra a beszélgetési ideje, az interneten 3G-n 5 órán keresztül, Wi-Fi-n 6,5 óráig képes feltöltés nélkül böngészni.
A Nexus One képes a legtöbb GSM-szolgáltató hálózatára rácsatlakozni, kivétel a 850 MHz-es, illetve 1900 MHz-es UMTS 3G frekvenciasávok, amiket az AT&T (USA), Bell Mobility/Telus, Rogers (Kanada), Movistar (Latin-Amerika), Telcel (Latin-Amerika), a Telstra Australia Next-G hálózata, és a Telecom New Zealand XT Mobile Network használ. A telefon által kezelt frekvenciák a GSM 850, 900, 1800 és 1900 MHz-es, valamint az UMTS 1 (2100 MHz), 4 (1700 MHz) és 8 (900 MHz) sávok.

## Szoftver
A Nexus One jelenleg a Google Android 2.2.1 (kódnév: 'Froyo') operációs rendszert futtatja. A 2.1-es verzió újdonságai közé tartoznak az animáló, felhasználói bevitelre reagálni képes háttérképek („Live Wallpapers”). Az „Application Drawer”-t (kb. „alkalmazásfiók”) egyetlen gomb helyettesíti, amivel az alkalmazások listája elérhető. A kisméretű képekből álló lista fel-le görgethető, az alkalmazások eltűnés helyett egy háromdimenziós kocka felületén gördülnek el. Az alkalmazáslista aljára érve a képernyőn hasonló visszapattanás-effektus látható, mint amit az iPhone produkál.
A kétujjas zoomolás (pinch) még nem érhető el az Android 2.1 alatt, de dupla megnyomással működik a zoom. A „Gallery” (képgaléria) alkalmazásban a balra-jobbra nyilak helyett az ujj oldalirányú mozgatásával (swipe) is lehet váltogatni a képeket.
A 2.2-es verzió főbb újdonságai:
- Akár 4-szeres gyorsulás a programfuttatás során a 2.1-es rendszerhez képest.
- A beépített Flash 10.1 révén támogatja a hardveres Flash-gyorsítást.
- A telefon képes önálló Wi-Fi hotspotként működni.
- Az adott program SD kártyára is telepíthető amennyiben a fejlesztője engedélyezte.

## Piacra dobás, árazás
A Nexus One 2010. január 5-én került kereskedelmi forgalomba. Megvásárolható közvetlenül a Google weboldaláról, hálózatfüggetlenül, 529 dollárért, vagy a T-Mobile-nál kétéves hűségszerződéssel 179 dollárért. Csak egy konstrukcióban lehet megvenni – 79,99 dolláros havidíjért, amiben 500 perc beszéd, (éjszaka és hétvégén korlátlan), korlátlan SMS/MMS-küldés és internet fér bele. A 179 dolláros T-Mobile ár csak azokra vonatkozik, akiknek jelenleg nincs érvényes szerződésük; ha már van létező, adatkapcsolat nélküli előfizetés, az ár 279,99 dollárra, ha adatkapcsolattal együtt van az előfizetés, 379,99 dollárra. 2010 tavaszán a tervek szerint az USA-ban a Verizontól, Európában pedig a Vodafone-tól is megvásárolható lesz a készülék, és hamarosan sorra kerülnek más nemzetközi piacok és szolgáltatók is.
A telefon megrendelhető az Egyesült Királyságban, Szingapúrban és Hongkongban is, ám az ottani szolgáltatókkal (még) nem kötött megállapodást a Google, és a telefont az USA-ból szállítják ki. Az Egyesült Királyságban a rendelés árára rárakódik 20 dollár szállítási díj, 19,99 dollár az opcionális hálózati adapterért, 17,5% áfa, 6,5% importvám. Szingapúrban 7% adótartalom rakódik az árra, Hongkongban semmi. Más országokba a Google jelenleg nem szállítja a telefont.

## Hacking, modding
A telefonon superuser jogosultságot lehet szerezni, a bootloadernek (rendszertöltő program) a „fastboot oem unlock” fastboot-parancs kiadásával. A rendszertöltő kinyitásával a felhasználó telepíthet más firmware-t a telefonra, amik rendszergazdai jogokat biztosítanak neki, vagy akár telepíthet más rendszertöltőt is. A superuser jogosultság segítségével akár védett rendszertulajdonságokat módosíthat, tetszőleges szoftvert telepíthet, bekapcsolhatja a pányvázást (tethering), azaz a 3G-s internet megosztását Wi-Fi-n stb. A fastboot parancs kiadása után egy Google-figyelmeztetés jelenik meg arról, hogy a rendszertöltő kinyitásával megszűnik a garancia.

## Története
A Google 2009. december 10-én benyújtotta a márkanév bejegyzési kérelmét az Amerikai Szabadalmi Hivatalhoz.
2009. december 12-én a Google egy blogbejegyzésben megerősítette, hogy az eszköz tesztelését megkezdték a cégen belül. Ezután különböző technológiai híroldalokon értesülések bukkantak fel a telefon specifikációjáról, amik nagyrészt pontosnak bizonyultak.

## A név eredete
A telefon neve a feltételezések szerint Philip K. Dick Álmodnak-e az androidok elektronikus bárányokkal? című sci-fi regényére, illetve az abból rendezett filmre, a Szárnyas fejvadászra utal, melyben „Nexus” sorozatú androidok („replikánsok”) szerepelnek. A történet elszökött Nexus-6 modellek sorsát taglalja. (A Sony szintén Nexusnak nevezte el Android-interface-ét).

## Kritikák
Az Android operációs rendszerrel kapcsolatos leggyakoribb kérések vagy felmerülő problémák listája a http://code.google.com/p/android/issues/list oldalon található. A legtöbbek által „megcsillagozott” kérés (2010. január 15-én) a jobbról balra író (RTL) nyelvek, mint az arab vagy a héber támogatása volt. Sokan reménykedtek abban, hogy a Nexus One-ban ez a funkció már meg fog jelenni.
Egyesek szerint a Nexus One kijelzője olvashatatlan ha a napfény közvetlenül süt rá.
Egyes felhasználók jelezték, hogy a Nexus One képtelen használni a 3G kapcsolatot azokon a helyeken, ahol más Android telefonok gond nélkül elérik a 3G-t, illetve az Android nem kér külön engedélyt a GPRS, EDGE és 3gp használatához, így azt tudtunk nélkül használ(hat)ja.